# Jeffrey John Wolf
Jeffrey John Wolf, également connu sous le diminutif de J. J. Wolf, né le 21 décembre 1998 à Cincinnati, est un joueur de tennis américain, professionnel depuis 2019.

## Carrière
Jeffrey John Wolf est champion des États-Unis des moins de 18 ans en double avec John MacNally en 2016, ce qui lui permet de décrocher une invitation pour l'US Open. Par la suite, il a joué trois saisons pour l'université d'État de l'Ohio. Son grand-père Charles Wolf a été entraîneur de basket. Jeffrey John Wolf était connu pour sa coupe mulet, même s'il l'a désormais abandonnée.
En 2019, il s'impose sur les tournois Challenger de Columbus et Champaign. Début 2020, il est titré à Nouméa et défend son titre à Colombus.
En 2020, il parvient au 3e tour de l'US Open, où il est battu par Daniil Medvedev. 
En 2022, il est quart de finaliste à Washington où il bat des joueurs tels que Denis Shapovalov et Holger Rune. Lors de l'US Open, il écarte Roberto Bautista-Agut, 18e mondial puis Alejandro Tabilo avant de s'incliner contre Nick Kyrgios. En fin d'année, il parvient en finale du tournoi ATP de Florence où il est battu par Félix Auger-Aliassime.
Il continue sa progression début 2023 en éliminant à l'Open d'Australie Jordan Thompson (6-3, 3-6, 6-4, 7-5), l'Argentin Diego Schwartzman (6-1, 6-4, 6-4) et son compatriote repêché Michael Mmoh (6-4, 6-1, 6-2). Il dispute alors le premier huitième de finale de sa carrière contre un autre Américain, Ben Shelton et s'incline en cinq sets et trois tie-breaks (7-6, 2-6, 7-6, 6-7, 2-6).

## Palmarès

### Finale en simple
| No | Date       | Nom et lieu du tournoi           | Catégorie | Dotation  | Surface    | Vainqueur             | Score    |          |
| -- | ---------- | -------------------------------- | --------- | --------- | ---------- | --------------------- | -------- | -------- |
| 1  | 10-10-2022 | UniCredit Firenze Open, Florence | ATP 250   | 612 000 € | Dur (int.) | Félix Auger-Aliassime | 6-4, 6-4 | Parcours |

## Parcours dans les tournois duGrand Chelem

### En simple
| Année | Open d'Australie | Open d'Australie | Internationaux de France | Internationaux de France | Wimbledon      | Wimbledon        | US Open         | US Open         |
| ----- | ---------------- | ---------------- | ------------------------ | ------------------------ | -------------- | ---------------- | --------------- | --------------- |
| 2020  | —                | —                | —                        | —                        | n.o.           | n.o.             | 3e tour (1/16)  | Daniil Medvedev |
|       |                  |                  |                          |                          |                |                  |                 |                 |
| 2022  | —                | —                | —                        | —                        | —              | —                | 3e tour (1/16)  | Nick Kyrgios    |
| 2023  | 1/8 de finale    | Ben Shelton      | 1er tour (1/64)          | Yoshihito Nishioka       | 2e tour (1/32) | Alexander Bublik | 1er tour (1/64) | Zhang Zhizhen   |
| 2024  | 1er tour (1/64)  | Sebastián Báez   | 1er tour (1/64)          | Carlos Alcaraz           | —              | —                | —               | —               |

N.B. : à droite du résultat se trouve le nom de l'ultime adversaire.

### En double messieurs
| Année | Open d'Australie | Open d'Australie | Internationaux de France | Internationaux de France | Wimbledon                                                                        | Wimbledon | US Open                                                                           | US Open |
| ----- | ---------------- | ---------------- | ------------------------ | ------------------------ | -------------------------------------------------------------------------------- | --------- | --------------------------------------------------------------------------------- | ------- |
| 2016  | —                | —                | —                        | —                        | —                                                                                | —         | 1er tour (1/32) J. MacNally \|\| style="text-align:left;" \| C. Guccione André Sá |         |
|       |                  |                  |                          |                          |                                                                                  |           |                                                                                   |         |
| 2023  | —                | —                | —                        | —                        | 1er tour (1/32) C. Eubanks \|\| style="text-align:left;" \| S. Doumbia F. Reboul | —         | —                                                                                 |         |

N.B. : le nom du partenaire se trouve sous le résultat ; le nom des ultimes adversaires se trouve à droite.

## Parcours dans lesMasters 1000
| Année | Indian Wells          | Miami                | Monte-Carlo | Madrid                 | Rome                   | Canada                 | Cincinnati             | Shanghai                 | Paris                |
| ----- | --------------------- | -------------------- | ----------- | ---------------------- | ---------------------- | ---------------------- | ---------------------- | ------------------------ | -------------------- |
| 2020  | n.o.                  | n.o.                 | n.o.        | n.o.                   | —                      | n.o.                   | 1er tour R. Gasquet    | n.o.                     | —                    |
| 2021  | 1er tour V. Pospisil  | —                    | —           | —                      | —                      | —                      | —                      | n.o.                     | —                    |
| 2022  | 2e tour R. Bautista   | 2e tour S. Tsitsipás | —           | —                      | —                      | —                      | 1er tour E. Ruusuvuori | n.o.                     | —                    |
| 2023  | 1er tour M. Fucsovics | 2e tour A. Rublev    | —           | 1er tour A. Shevchenko | 3e tour A. Zverev      | 1er tour A. Davidovich | 1er tour A. de Minaur  | 1/8 de finale U. Humbert | 1er tour M. McDonald |
| 2024  | 1er tour T. Seyboth   | —                    | —           | —                      | 1er tour S. Napolitano | —                      | —                      | —                        | —                    |

N.B. : sous le résultat se trouve le nom de l’ultime adversaire.

## Classements ATP en fin de saison
| Année          | 2016 | 2017 | 2018 | 2019 | 2020 | 2021 | 2022 | 2023 | 2024 |
| Rang en simple | –    | 663  | 560  | 190  | 127  | 174  | 66   | 53   | 261  |
| Rang en double | 1269 | –    | 1239 | –    | –    | –    | –    | 581  | –    |

Source : (en) Classements de Jeffrey John Wolf sur le site officiel de la Fédération internationale de tennis